# George Deacon
George Edward Raven Deacon (21 mars 1906 - 16 novembre 1984) est un océanographe et chimiste britannique.

## Biographie
Il est né à Leicester, fils de George Raven Deacon et de sa femme Emma Drinkwater. Il fait ses études (1919-1924) à la Newarke School de Leicester, puis à la City of Leicester Boys' School . Il est boursier du roi au King's College de Londres (1924-1927) où il obtient un baccalauréat spécialisé en chimie en 1926 et un diplôme d'éducation en 1927.
Son premier poste est celui de maître de conférences en chimie et en mathématiques à la Rochdale Technical School. En 1927, on lui offre une place de chimiste dans le cadre de l'enquête Discovery Antarctic et navigue la veille de Noël sur le RRS William Scoresby, transféré en 1928 sur le plus grand Discovery II. En 1937, il reçoit un doctorat en sciences de l'Université de Londres pour ce travail.
Il est élu membre de la Royal Society en 1944.
Pendant la Seconde Guerre mondiale, il travaille d'abord sur le HMS Osprey, Portland impliqué dans la guerre anti-sous-marine. Celui-ci est désaffecté en 1941. Il travaille ensuite à Fairlie, en Écosse, faisant des recherches sur l'ASDIC pour l'Amirauté. En 1944, il rejoint le laboratoire de recherche de l'Amirauté à Teddington, Middlesex pour étudier les vagues océaniques. En 1949, il est nommé premier directeur du nouvel Institut national britannique d'océanographie qui est ensuite absorbé par le Conseil de recherche sur l'environnement naturel en tant que Centre national d'océanographie, aujourd'hui UKRI.
Il est élu membre de la Royal Society of Edinburgh en 1957 avec comme proposants James Ritchie, John Barclay Tait, Cyril Edward Lucas et Vero Wynne-Edwards . Il est nommé CBE en 1964 et anobli en 1977.
Il prend sa retraite en 1971 et est décédé en 1984 à son domicile de Milford, Surrey.